# 70-я бригада противолодочных кораблей
70-я бригада противолодочных кораблей, сокращённо 70-я бригада ПЛК — соединение противолодочных кораблей Черноморского флота ВМФ СССР, действовавшее с 1970 по 1988 годы.

## История соединения
70-я бригада противолодочных кораблей была сформирована 30 декабря 1970 года. В её первоначальный состав вошли семь вымпелов: учебный крейсер проекта 26-бис «Слава» (бывший «Молотов»), ракетный крейсер «Адмирал Головко», большой ракетный корабль «Неуловимый», большой противолодочный корабль «Николаев», эскадренные миноносцы «Бравый», «Озарённый» и «Отзывчивый».
С момента формирования 70-я бригада противолодочных кораблей была включена в состав 30-й дивизии противолодочных кораблей. В 1970-е—1980-е годы бригада на ротационной основе несла боевую службу в Средиземном море.
Управление 70-й бригады ПЛК было расформировано в марте 1988 года в связи с исключением из состава 30-й дивизии противолодочных кораблей эсминцев проекта 56.

## Командный состав

### Командиры
- 30.12.1970—? — капитан 1 ранга Ясаков, Николай Яковлевич[1];
- капитан 1 ранга Макаров, Лев Александрович;
- капитан 1 ранга Галанцев, Виталий Александрович;
- капитан 1 ранга Черненко, Игорь Михайлович;
- 1979—1980 — капитан 2 ранга Шепелев, Виктор Лазаревич;
- 1980—1982 — капитан 1 ранга Бурковский, Константин Михайлович;
- август 1982 — июнь 1985 — капитан 2 ранга Гришанов, Владимир Васильевич;
- капитан 2 ранга Свиридов, Виктор Петрович;
- ? — март 1988 — капитан 2 ранга Мельников, Александр Николаевич.